# Детмерс, Теодор
Теодор Антор Гюнтер Детмерс (нем. Theodor Anton Gunther Detmers; 22 августа 1902, Виттен — 4 ноября 1976, Гамбург) — немецкий морской офицер, в ноябре 1941 года командовал вспомогательным крейсером Kormoran, который в бою с австралийским легким крейсером HMAS Sydney нанес последнему тяжелые повреждения, приведшие к его гибели. За действия в неравном бою Детмерс удостоен награды «Рыцарский крест».

## Биография
Теодор Детмерс родился в семье торговца 22 августа 1902 года в небольшом городе Виттен.
Служба на флоте для него началась в апреле 1921 года. Детмерс нес службу на линкорах SMS Hannover и SMS Elsass, учебной парусной шхуне Niobe и крейсере SMS Berlin. В октябре 1925 года Детмерс получил офицерский чин лейтенанта и назначение на легкий крейсер SMS Emden.
В июле 1927 года Теодор Детмерс получает звание обер-лейтенант, а через год назначение на миноносец Albatros, на котором провел два года. c 1930 по 1932 год Детмерс служил на берегу штабным офицером, после чего переведен на крейсер Köln. На нем же принял участие в учебном походе на Дальний Восток и получил звание капитан-лейтенант.
В октябре 1938 года корветтенкапитен Детмерс получает назначение на новейший эскадренный миноносец ''Z7 Hermann Schoemann'', на котором он встретил начало Второй мировой войны. В команде эсминца Детмерс принял участие в Операции «Везерюбунг» в апреле-июне 1940 года. Через месяц эсминец поставили на капитальный ремонт, и Детмерс назначен командиром вспомогательного крейсера Kormoran.
В июле 1940 года, Детмерс назначен командиром рейдера Kormoran. Менее чем за год, под его командованием, рейдером были захвачены или потоплены 11 вражеских торговых судов, общим тоннажем свыше 70000 тонн. 19 ноября 1941 года Kormoran был перехвачен крейсером HMAS Sydney. Детмерс предпринял попытки представить рейдер как голландский торговый корабль. Однако пришлось принять бой с крейсером. Kormoran был сильно поврежден в результате боя и затонул. Детмерс и другие моряки с рейдера были захвачены в плен.
С 1941 года до января 1947 года, Детмерс провел в плену в австралийской тюрьме Dhurringile. Во время заключения, Детмерс написал зашифрованный отчет о сражении между HMAS Sydney и немецким вспомогательным крейсером Kormoran. Детмерс с другими узниками предприняли попытку побега из плена через туннель, а затем надеялись захватить судно, чтобы добраться до Индонезии. Побег был назначен вечером в среду 10 января 1945 года. К среде 17 января только четыре человека оставались на свободе, в том числе Теодор Детмерс. Спустя неделю и они были пойманы: попытка побега оказалась неудачной. Позднее, во время тюремного заключения, Детмерс перенес инсульт.
Теодор Детмерс вернулся в Германию в 1947 году, после освобождения из плена. После войны ушел в отставку.
В начале 1950-х он женился на Урсуле Рейнхардт, дочери протестантского пастора. Детей у них не было, и он умер в Гамбурге в 1976 году в возрасте 74 лет.
Детмерс написал книгу «The Raider Kormoran» о своей службе на рейдере, которая была переведена на английский язык.